# مصنع كورغان للحافلات
مصنع كورغان للحافلات ويعرف اختصاراً بكافز KAvZ هي شركة مصنعة للحافلات في مدينة كورغان في روسيا. بدأ المصنع في إنتاج الحافلات عام 1958 بالاعتماد على الشاحنات من الشركة الأم جاز GAZ. خلال التسعينيات ، قامت الشركة بتجميع حافلات إيكاروس Ikarus للسوق الروسي، والآن هي متخصصة في إنتاج الحافلات الصغيرة، وخاصة الحافلات المدرسية.
تتبع شركة كافز شركة الباصات الروسية Russian Buses وهي أيضا تابعة لشركة جاز. بدءًا من عام 2015 أنشئت مجموعة جاز علامة تجارية واحدة لجميع الشركات التابعة لها في تصنيع الحافلات، وتتميز المركبات المصنعة حديثًا الآن بشارة الغزلان لشركة جاز.

## النماذج

### الحالية
- كافز - 4238 أورورا (2006 - إلى الوقت الحاضر)
- كافز - 4235 أورورا (2008 - إلى الوقت الحاضر)
- كافز - 4270 (2016 - إلى الوقت الحاضر)

### السابقة
- كافز - 651 (1958-1973)
- كافز - 663 (1961-1966)
- كافز - 685/3270/3271 (1971-1991)
- كافز - 3100 (1976)
- كافز - 49471 (1981-1985) - شاحنة
- كافز - 4959 (1985) - شاحنة
- كافز - 3275 (1991-1998)
- كافز - 3976 (1993-2007)
- كافز - 4229 (1998)
- كافز - 4224 (1998-2003) -شاحنة
- كافز - 3244 (1998-2007)
- كافز - 39766 (2002-2008)
- كافز - 4239 (2008-2014)